# 国道36号
国道36号（こくどう36ごう）は、北海道札幌市中央区から苫小牧市を経由し、室蘭市に至る一般国道である。

## 概要

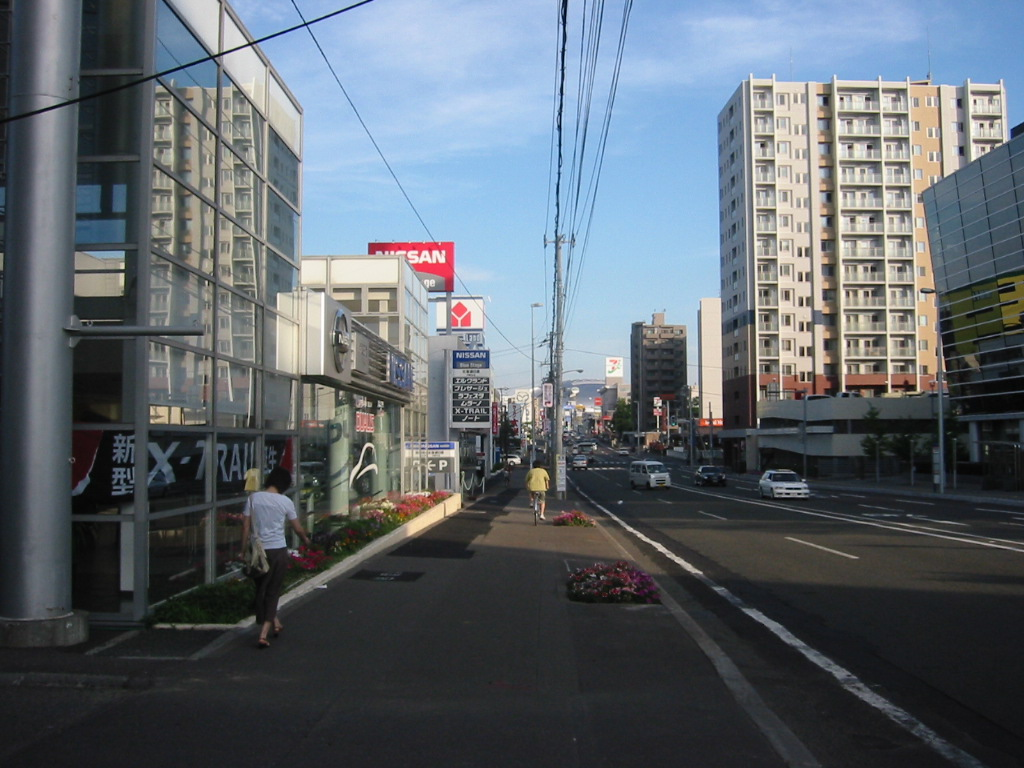
福住駅周辺から千歳方面を見た様子。画像正面奥に見えるのは札幌ドーム。

車線数は一部区間を除いて4車線以上となっている。また、かつては並走する道央自動車道、北広島IC付近は、中央の車両通行帯が時間帯によって上り線、下り線へと変更するリバーシブルレーンを採用していたが、現在は廃止されている。（廃止時期不明）すすきの交差点（すすきの）・ルネッサンスホテル（現・プレミアホテル ―TSUBAKI― 札幌）前交差点は北海道内有数の事故多発交差点になっている。

### 路線データ
一般国道の路線を指定する政令に基づく起終点および重要な経過地は次のとおり。
- 起点：札幌市（北1条西3丁目交差点 = 国道12号・国道230号起点、北海道道18号札幌停車場線終点）
- 終点：室蘭市（海岸町1丁目89番付近 = 国道235号起点）
- 重要な経過地：恵庭市（栄恵町）、千歳市（本町）、苫小牧市、登別市
- 総延長 : 133.8 km（北海道 119.7 km、札幌市 14.1 km）[4][注釈 2]
- 重用延長 : なし[4][注釈 2]
- 実延長 : 133.7 km（北海道 119.7 km、札幌市 14.1 km）[4][注釈 2]
  - 現道 : 133.7 km（北海道 119.7 km、札幌市 14.1 km）[4][注釈 2]
  - 旧道 : なし[4][注釈 2]
  - 新道 : なし[4][注釈 2]
- 指定区間：全線

## 歴史
北海道開拓時代の初期は鹿道と呼ばれ、札幌市立月寒小学校から札幌第一高等学校、福住、北海道農業研究センター付近を通り千歳市まで至る狩猟の道であった。

### 年表
- 1873年（明治6年） - 函館 - 札幌間に新道が完成。2年前の1871年（明治4年）に開拓次官[注釈 3]の黒田清隆に招かれて来日した米国農務局長官だったホーレス・ケプロンの献策により、函館から千歳を経由して札幌に向かう日本初の西洋式馬車道が誕生した[5]。この道は同年11月5日の太政官布告第364号により、札幌本道（さっぽろほんどう）と定められた。札幌本道は函館から森まで現5号、森から室蘭までは航路、室蘭から札幌まで現36号のルートをとるものであった。室蘭から札幌までは室蘭街道（むろらんかいどう）とも呼ばれた。札幌本道は1885年（明治18年）の内務省告示第6号「国道表」で国道42号「東京より札幌県に達する路線」に指定された。
- 1907年（明治40年）5月13日 - 国道42号、国道43号のルートが変更され、国道42号は現在の国道5号のルートとなった。国道43号（東京より根室県に達する路線）は青森 - 室蘭間の航路を経由して旭川の第七師団に至る路線（東京より第七師団に達する路線）に変更されたが、現36号のルートをとるのは室蘭 - 苫小牧間のみで、苫小牧からは室蘭本線に並行する現在の国道234号、岩見沢以北は国道12号のルートであった。この結果、苫小牧 - 札幌間は国道から外された（改正後の国道表）。
- 1920年（大正9年）施行の旧道路法に基づく路線認定では、旧43号がそのまま国道28号「東京市より第七師団司令部所在地（旭川区）に達する路線（乙）」となった。
- 1952年（昭和27年）12月4日 - 新道路法に基づく路線指定で、一級国道36号（北海道札幌市 - 北海道室蘭市）が指定された。1907年以前の国道42号の室蘭 - 札幌間が復活したかたちとなった。これに先立つ同年10月から札幌・千歳間の改修による舗装工事が始まり、翌1953年（昭和28年）11月2日に34.5 kmの工事が完了した[6]。この区間は道幅7.5 m・最高設計速度75 km/h という高規格道路基準で建設され、約13カ月間の突貫工事ぶりに由来し、弾丸道路（だんがんどうろ）と呼ばれた[6][7][注釈 4]。

もともとは、千歳空港と真駒内に置かれていた占領軍キャンプを結ぶ道で、舗装整備もされていなかったために、車両が通れば砂埃が巻き上げられ、冬季は凍結して春先に溶解して泥濘路になるという有様であった。改修工事が行われた際に、当時コンクリート舗装が主流だった時代としては珍しく、アスファルト舗装が採用され、日本の舗装の歴史上で特筆するべき点となった。アスファルト舗装を採用した背景にはメンテナンスの容易さとコスト低減、北海道の舗装道路において悩みの種となっていた「凍上」（厳しい寒さによって地中の水分が凍って地面を盛り上げる現象。雪解け時に舗装を破損させる要因となっていた）対策が背景にあった。舗装下の凍土対策として、火山灰を抑制剤として使用し、工期短縮のため大規模な機械を取り入れて、細かな工区割りで作業が行われるという当時としては画期的だった方式で工事が実行され、寒冷地での道路建設のモデルケースにもなった。最初は軍用道路と非難を浴びながらの工事だったが、道路が完成し一級国道36号が開通した時には新聞の見出しに「弾丸道路」がうたわれ、完成後は一般車両の通行が大部分を占めるようになり、道内の産業・経済の発展に貢献する道路となった。
- 1965年（昭和40年）4月1日 - 道路法改正によって一級・二級の別がなくなり一般国道36号となった。1967年（昭和42年）頃は、千歳市美々から登別市鷲別町までの一部区間で、制限速度が70 km/hに設定されていた[12]。
- 2021年（令和3年）9月28日 - 「弾丸道路（札幌・千歳間道路）」として土木学会選奨土木遺産に認定された[13][14]。

## 路線状況

### 道路名・名称
- 室蘭街道
- 室蘭国道
- 札幌駅前通（札幌市内）
- 月寒通（札幌市内）
- 美沢錦岡通（苫小牧市内）
- 明野南通（苫小牧市内）
- 大通（苫小牧市内）
- 苫小牧白老通（苫小牧市内）

### バイパス

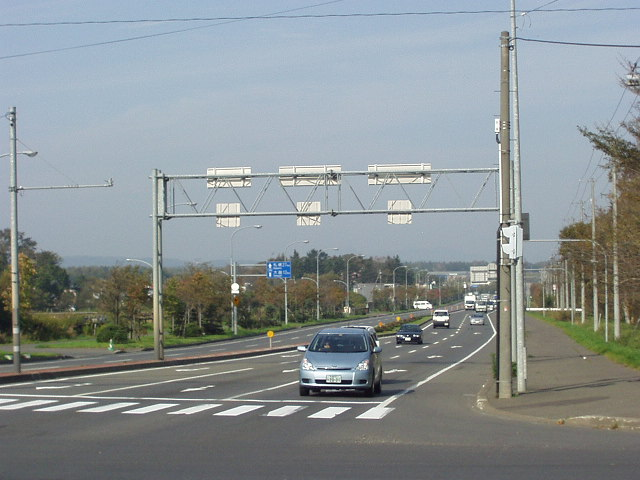
恵庭バイパス（2004年10月）

- 恵庭バイパス
- 白老バイパス
- 幌別バイパス
- 室蘭新道
  - 自動車専用道路区間
    - 輪西出入口
    - 仲町出入口
    - 御崎出入口
    - 母恋出入口

### 重複区間
- 国道235号（苫小牧市沼ノ端 - 室蘭市海岸町1丁目（終点））

### 道路施設

#### 橋梁
- 豊平橋
- 月寒橋
- 島松沢橋
- 恵み野跨線橋
- 恵庭大橋
- 戸磯こ線橋
- 千歳橋
- 中野跨線橋
- 苫小牧橋（竣工1966年）
- 白老大橋
- 竹浦橋（2017年9月の台風第18号により被災し架け替え[15]）
- 登泉橋（竣工2010年）
- 幌別橋
- 鷲別橋
- 輪西高架橋[16]
- 入江高架橋

#### トンネル
- 汐見トンネル（上り167 m、下り165 m）
- 御崎トンネル（上り374 m、下り370 m）

#### 道の駅
- 石狩振興局
  - 道と川の駅花ロードえにわ（恵庭市）
- 胆振総合振興局
  - 道の駅ウトナイ湖（苫小牧市）

#### トラックステーション
- 苫小牧TS（苫小牧市）[17]

## 地理

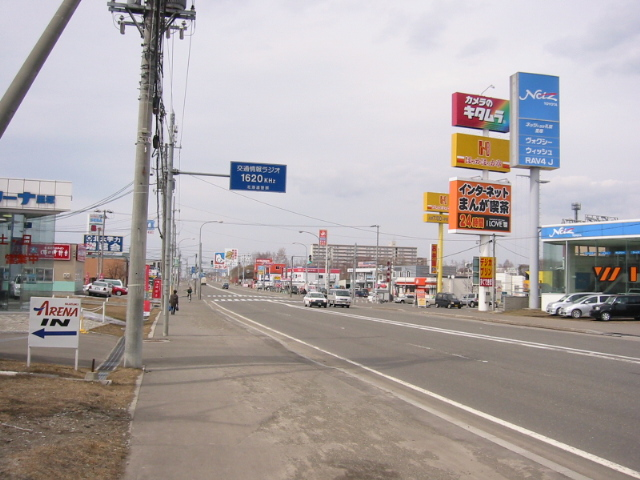
札幌市清田区美しが丘で撮影

### 通過する自治体
- 北海道
  - 石狩振興局
    - 札幌市（中央区 - 豊平区 - 清田区） - 北広島市 - 恵庭市 - 千歳市

  - 胆振総合振興局
    - 苫小牧市 - 白老郡白老町 - 登別市 - 室蘭市

### 交差する道路
| 交差する道路                                                      | 振興局名       | 市町村名 | 市町村名 | 交差する場所     | 交差する場所                         |
| ----------------------------------------------------------------- | -------------- | -------- | -------- | ---------------- | ------------------------------------ |
| 国道12号 国道230号 北海道道18号札幌停車場線                       | 石狩振興局     | 札幌市   | 中央区   | 北1条西3丁目     | 北1西3 / 起点                        |
| 国道453号                                                         | 石狩振興局     | 札幌市   | 豊平区   | 豊平3条5丁目     | 豊平3-5交点                          |
| 北海道道89号札幌環状線                                            | 石狩振興局     | 札幌市   | 豊平区   | 美園3条6丁目     | 美園3-6交点                          |
| 北海道道453号西野白石線                                           | 石狩振興局     | 札幌市   | 豊平区   | 月寒中央通10丁目 | 月寒中央通10交点                     |
| 北海道道82号西野真駒内清田線                                      | 石狩振興局     | 札幌市   | 豊平区   | 羊ケ丘           |                                      |
| 北海道道341号真駒内御料札幌線                                     | 石狩振興局     | 札幌市   | 清田区   | 平岡1条1丁目     | 平岡1-1交点                          |
| 北海道道1138号厚別平岡線                                          | 石狩振興局     | 札幌市   | 清田区   | 平岡1条6丁目     | 美しが丘1-1交点                      |
| 北海道道1147号大曲工業団地美しが丘線                              | 石狩振興局     | 札幌市   | 清田区   | 里塚2条7丁目     | 里塚2-7交点                          |
| E5 道央自動車道                                                   | 石狩振興局     | 北広島市 | 北広島市 | 大曲並木1丁目    | 大曲並木1・大曲幸町1交点 28 北広島IC |
| 北海道道790号仁別大曲線 北海道道1080号栗山北広島線                | 石狩振興局     | 北広島市 | 北広島市 | 大曲中央2丁目    | 大曲幸町1・大曲中央2交点             |
| 北海道道46号江別恵庭線                                            | 石狩振興局     | 恵庭市   | 恵庭市   | 桜森             |                                      |
| 北海道道46号江別恵庭線                                            | 石狩振興局     | 恵庭市   | 恵庭市   | 柏陽町1丁目      | 西島松交点                           |
| 北海道道45号恵庭栗山線                                            | 石狩振興局     | 恵庭市   | 恵庭市   | 戸磯             | 戸磯交点                             |
| 北海道道46号江別恵庭線                                            | 石狩振興局     | 恵庭市   | 恵庭市   | 恵南             | 恵南交点                             |
| 北海道道258号早来千歳線                                           | 石狩振興局     | 千歳市   | 千歳市   | 上長都           |                                      |
| 北海道道600号島松千歳線 北海道道967号馬追原野北信濃線             | 石狩振興局     | 千歳市   | 千歳市   | 北信濃           | 北斗3交点                            |
| 国道337号 北海道道16号支笏湖公園線                                | 石狩振興局     | 千歳市   | 千歳市   | 錦町2丁目        | 錦町2交点                            |
| E5 道央自動車道 北海道道77号千歳インター線                        | 石狩振興局     | 千歳市   | 千歳市   | 本町4丁目        | 24 千歳IC                            |
| 新千歳空港ランプ 国道337号 / 道央圏連絡道路                       | 石狩振興局     | 千歳市   | 千歳市   | 平和             |                                      |
| 北海道道258号早来千歳線                                           | 石狩振興局     | 千歳市   | 千歳市   | 美々             | 美々交点                             |
| 北海道道10号千歳鵡川線                                            | 胆振総合振興局 | 苫小牧市 | 苫小牧市 | 美沢             | 美沢交点                             |
| 北海道道129号静川美沢線 北海道道130号新千歳空港線                 | 胆振総合振興局 | 苫小牧市 | 苫小牧市 | 美沢             |                                      |
| E5 道央自動車道 北海道道91号苫小牧東インター線                    | 胆振総合振興局 | 苫小牧市 | 苫小牧市 | 沼ノ端           | 22 苫小牧東IC                        |
| 国道234号 国道235号 重複区間起点                                  | 胆振総合振興局 | 苫小牧市 | 苫小牧市 | 沼ノ端           | 沼の端交点                           |
| 北海道道781号苫小牧環状線                                         | 胆振総合振興局 | 苫小牧市 | 苫小牧市 | 明野元町2丁目    |                                      |
| 北海道道259号上厚真苫小牧線                                       | 胆振総合振興局 | 苫小牧市 | 苫小牧市 | 元中野町4丁目    | 元中野4交点                          |
| 国道276号                                                         | 胆振総合振興局 | 苫小牧市 | 苫小牧市 | 新中野町3丁目    | 元中野町3交点                        |
| 北海道道19号苫小牧停車場線                                        | 胆振総合振興局 | 苫小牧市 | 苫小牧市 | 旭町3丁目        | 旭町3交点                            |
| E5 道央自動車道 北海道道141号樽前錦岡線                           | 胆振総合振興局 | 苫小牧市 | 苫小牧市 | 錦岡             | 20 苫小牧西IC                        |
| 北海道道388号白老停車場線                                         | 胆振総合振興局 | 白老郡   | 白老町   | 東町5丁目        |                                      |
| E5 道央自動車道 北海道道86号白老大滝線                            | 胆振総合振興局 | 白老郡   | 白老町   | 高砂町3丁目      | 19 白老IC                            |
| 北海道道701号登別港線                                             | 胆振総合振興局 | 白老郡   | 白老町   | 虎杖浜           |                                      |
| E5 道央自動車道 北海道道2号洞爺湖登別線 北海道道286号登別停車場線 | 胆振総合振興局 | 登別市   | 登別市   | 登別東町4丁目    | 登別駅前交点 18 登別東IC             |
| 北海道道701号登別港線                                             | 胆振総合振興局 | 登別市   | 登別市   | 富浦町4丁目      |                                      |
| 北海道道327号弁景幌別線                                           | 胆振総合振興局 | 登別市   | 登別市   | 幸町2丁目        |                                      |
| 北海道道144号登別室蘭インター線                                   | 胆振総合振興局 | 登別市   | 登別市   | 幌別町2丁目      |                                      |
| 北海道道387号幌別停車場線                                         | 胆振総合振興局 | 登別市   | 登別市   | 幌別町2丁目      |                                      |
| E5 道央自動車道                                                   | 胆振総合振興局 | 登別市   | 登別市   | 大和町1丁目      | 17 登別室蘭IC                        |
| 北海道道107号室蘭環状線                                           | 胆振総合振興局 | 登別市   | 登別市   | 鷲別町1丁目      |                                      |
| 北海道道107号室蘭環状線                                           | 胆振総合振興局 | 室蘭市   | 室蘭市   | 日の出町3丁目    | 日の出町3丁目交点                    |
| 国道37号                                                          | 胆振総合振興局 | 室蘭市   | 室蘭市   | 東町3丁目        | 東町3丁目交点                        |
| 北海道道919号中央東線                                             | 胆振総合振興局 | 室蘭市   | 室蘭市   | 東町4丁目        | 東町4丁目交点                        |
| 北海道道699号室蘭港線                                             | 胆振総合振興局 | 室蘭市   | 室蘭市   | 山手町1丁目      |                                      |
| 国道235号 重複区間終点                                            | 胆振総合振興局 | 室蘭市   | 室蘭市   | 海岸町1丁目      | 終点                                 |